# Margaux Bossieux
Margaux Bossieux (ciudad de Nueva York, Nueva York, Estados Unidos, 3 de diciembre de 1984) fue bajista de la banda punk "Dirty Mary". Actualmente es cantante, guitarrista y bajista de su proyecto "Slippin Away".
Margaux es miembro ocasional de la banda Emigrate liderada por Richard Z. Kruspe. Ella es la bajista y corista de la banda, también es la voz femenina en la canción "I Have a Dream" y también canta junto a Richard en la canción "Happy Times". 
También aparece en los vídeos de las canciones "My World" y "Eat You Alive". 
Bossieux fue la mejor amiga de Richard durante mucho tiempo y luego tuvo una relación con él. La exesposa de Richard, Caron Bernstein dijo que una de la razones de su divorcio fue la relación entre Margaux y Richard. Actualmente están separados.
El 28 de septiembre de 2011 nació la hija de Margaux y Richard, Maxime Alaska Bossieux.
- Datos: Q27892899